# Средний Майдан (Ивано-Франковская область)
Сре́дний Майда́н (укр. Середній Майдан) — село в Ланчинской поселковой общине Надворнянского района Ивано-Франковской области Украины.
Население по переписи 2001 года составляло 874 человека. Занимает площадь 26.406 км². Почтовый индекс — 78450. Телефонный код — 03475.